# أليس جيبسون
أليس جيبسون (بالإنجليزية: Alice Gibson)‏ هي أمينة مكتبة بليزية، ولدت في 3 سبتمبر 1923 في مدينة بليز في بليز.